# Lijst van Nederlands kampioenschap dammen vrouwen
Deze lijst van Nederlandse kampioenen dammen bij de vrouwen geeft een overzicht van alle Nederlandse kampioenen dammen bij de vrouwen.
| Jaar | Locatie         | Goud                | Zilver                     | Brons                      |
| ---- | --------------- | ------------------- | -------------------------- | -------------------------- |
| 2024 | Hoogeveen       | Daria Tkatsjenko    | Fleur Kruysmulder          | Lisa Scholtens             |
| 2023 | Hoogeveen       | Daria Tkatsjenko    | Lisa Scholtens             | Vitalia Doumesh            |
| 2022 | Hoogeveen       | Laura Timmerman     | Luise Gabbert              | Lisa Scholtens             |
| 2020 | Zoutelande      | Vitalia Doumesh     | Heike Verheul              | Jacqueline Schouten        |
| 2019 | Zoutelande      | Denise van Dam      | Vitalia Doumesh            | Heike Verheul              |
| 2018 | Zoutelande      | Heike Verheul       | Ester van Muijen           | Vitalia Doumesh            |
| 2017 | Zoutelande      | Vitalia Doumesh     | Heike Verheul              | Laura Timmerman            |
| 2016 | Zoutelande      | Heike Verheul       | Vitalia Doumesh            | Jacqueline Schouten        |
| 2015 | Zoutelande      | Vitalia Doumesh     | Denise van Dam             | Heike Verheul              |
| 2014 | Zoutelande      | Nina Hoekman        | Vitalia Doumesh            | Mei-Jhi Wu                 |
| 2013 | Zoutelande      | Nina Hoekman        | Leonie de Graag            | Heike Verheul              |
| 2012 | Zoutelande      | Nina Hoekman        | Vitalia Doumesh            | Mei-Jhi Wu                 |
| 2011 | Zoutelande      | Nina Hoekman        | Agita Marterere            | Mei-Jhi Wu                 |
| 2010 | Zoutelande      | Nina Hoekman        | Karlijn Overes             | Vitalia Doumesh            |
| 2009 | Tilburg         | Nina Hoekman        | Tanja Chub                 | Vitalia Doumesh            |
| 2008 | Zoutelande      | Tanja Chub          | Vitalia Doumesh            | Nina Hoekman               |
| 2007 | Zoutelande      | Tanja Chub          | Vitalia Doumesh            | Nina Hoekman               |
| 2006 | Zaandam         | Nina Hoekman        | Vitalia Doumesh            | Jorien Alink               |
| 2005 | Pernis          | Tanja Chub          | Vitalia Doumesh            | Sarah Rijgersberg          |
| 2004 | Den Burg        | Nina Hoekman        | Tanja Chub                 | Vitalia Doumesh            |
| 2003 | Brummen         | Olga Kamyshleeva    | Nina Hoekman               | Tanja Chub                 |
| 2002 | Zoutelande      | Nina Hoekman        | Olga Kamyshleeva           | Tanja Chub                 |
| 2001 | Groningen       | Tanja Chub          | Erna Wanders               | Olga Kamyshleeva           |
| 2000 | Zoutelande      | Nina Hoekman        | Tanja Chub                 | Karen van Lith             |
| 1999 | Stadskanaal     | Nina Hoekman        | Tanja Chub                 | Karen van Lith             |
| 1998 | Rheden          | Tanja Chub          | Olga Kamyshleeva           | Nina Hoekman               |
| 1997 | Rheden          | Vitalia Doumesh     | Olga Kamyshleeva           | Tanja Chub                 |
| 1996 | Rheden          | Karen van Lith      | Erna Wanders               | Hester de Boer             |
| 1995 | Rheden          | Karen van Lith      | Delia Verhoef Erna Wanders | geen                       |
| 1994 | Rheden          | Karen van Lith      | Erna Wanders               | Barbara Graas              |
| 1993 | Leeuwarden      | Karen van Lith      | Jacqueline Schouten        | Marijke Nicolai            |
| 1992 | Lent            | Karen van Lith      | Erna Wanders               | Ludmilla Meijler-Sochnenko |
| 1991 | 's-Gravenpolder | Karen van Lith      | Jacqueline Schouten        | Petra Polman               |
| 1990 | Rosmalen        | Karen van Lith      | Jacqueline Schouten        | Erna Wanders               |
| 1989 | Lent            | Karen van Lith      | Erna Wanders Petra Polman  | geen                       |
| 1988 | Amsterdam       | Karen van Lith      | Petra Polman               | Leun Otten                 |
| 1987 | Groningen       | Karen van Lith      | Leun Otten                 | Petra Polman               |
| 1986 | Groningen       | Karen van Lith      | Leun Otten                 | Mieke Heitmeier            |
| 1985 | Lent            | Petra Polman        | Barbara Graas              | Leun Otten                 |
| 1984 | Rosmalen        | Leun Otten          | Lenie Toonen-Geurts        | Karen van Lith             |
| 1983 | Amstelveen      | Lenie Toonen-Geurts | Karen van Lith             | Mieke Heitmeier            |
| 1982 | Lent            | Mieke Heitmeier     | Eef Nieuwenhuizen          | Karen van Lith             |
| 1981 | Huissen         | Ciska Butter        | Lenie Toonen-Geurts        | Eef Nieuwenhuizen          |
| 1980 | Lent            | Petra Polman        | Mieke Heitmeier            | Barbara Graas              |
| 1979 | Lent            | Lenie Toonen-Geurts | Petra Polman               | Barbara Graas              |
| 1978 | Arnhem          | Barbara Graas       | Petra Polman               | Ciska Butter               |
| 1977 | Nijmegen        | Barbara Graas       | Eef Nieuwenhuizen          | Lenie Toonen-Geurts        |
| 1976 | Apeldoorn       | Barbara Graas       | Iepie Poepjes-Koopman      | Lenie Toonen-Geurts        |
| 1975 | Utrecht         | Eef Nieuwenhuizen   | Barbara Graas              | Lenie Toonen-Geurts        |
| 1974 | Amsterdam       | Barbara Graas       | Eef Nieuwenhuizen          | Pietje Veenboer - Haaisma  |
| 1973 | Amsterdam       | Barbara Graas       | Cato van Setten-Colpa      | Eef Nieuwenhuizen          |

## Meervoudige kampioenes
- Karen van Lith en Nina Hoekman 11x
- Barbara Graas en Tanja Chub 5x
- Vitalia Doumesh 4x
- Lenie Toonen-Geurts, Petra Polman en Heike Verheul 2x

Amsterdam 1973 · 
Amsterdam 1974 · 
Utrecht 1975 · 
Apeldoorn 1976 · 
Nijmegen 1977 · 
Arnhem 1978 · 
Lent 1979 · 
Lent 1980 · 
Huissen 1981 · 
Lent 1982 · 
Amstelveen 1983 · 
Rosmalen 1984 · 
Lent 1985 · 
Groningen 1986 · 
Groningen 1987 · 
Amsterdam 1988 · 
Lent 1989 · 
Rosmalen 1990 · 
's Gravenpolder 1991 · 
Lent 1992 · 
Leeuwarden 1993 · 
Rheden 1994 · 
Rheden 1995 · 
Rheden 1996 · 
Rheden 1997 · 
Rheden 1998 · 
Stadskanaal 1999 · 
Zoutelande 2000 · 
Groningen 2001 · 
Zoutelande 2002 · 
Brummen 2003 · 
Den Burg 2004 · 
Pernis 2005 · 
Zaandam 2006 · 
Zoutelande 2007 · 
Zoutelande 2008 · 
Tilburg 2009 · 
Zoutelande 2010 · 
Zoutelande 2011 · 
Zoutelande 2012 · 
Zoutelande 2013 · 
Zoutelande 2014 · 
Zoutelande 2015 · 
Zoutelande 2016 · 
Zoutelande 2017 · 
Zoutelande 2018 · 
Zoutelande 2019 · 
Zoutelande 2020 · 
Hoogeveen 2022 · 
Hoogeveen 2023 · 
Hoogeveen 2024